# Karl von Thun und Hohenstein
Karl von Thun und Hohenstein fue un oficial austríaco que fue notorio por ser el comandante principal austríaco en la batalla de Blumenau de la guerra austro-prusiana.

## Biografía
Karl nació el 24 de enero de 1803 en Viena como el hijo del terrateniente y Conde Joseph Johann Anton von Thun und Hohenstein (1767-1810) y de la Condesa Eleonore von Thun und Hohenstein, de soltera Fritsch (1775-1834), y como hermano menor del político Joseph Matthias von Thun und Hohenstein (1794 -1863).
El Conde Thun empezó su carrera militar en 1820 como cadete en la caballería y se convirtió en teniente segundo en 1821, en teniente primero en 1826 y cambió a la infantería en 1831 como teniente capitán. En 1840 se convirtió en mayor y en febrero de 1848 en coronel y comandante del 3.º Regimiento de Infantería, con el que tomó parte en prácticamente todas las batallas de la primera guerra italiana de Independencia y como mayor general y brigadier en la Revolución húngara de 1848 en las batallas de Komárom y Temesvár. En 1850, actuó durante unos pocos meses como comandante de fortaleza en Budapest y se retiró brevemente para volver como brigadier en 1852. En 1854, se convirtió en Teniente Mariscal de Campo y General en Opava.
En la Segunda Guerra Italiana de Independencia comandó el 15.º Cuerpo de Ejército, que se había creado recientemente para defender la costa, pero no fue desplegado. Subsiguientemente fue comandante del VIII Cuerpo en Italia. Estuvo disponible de nuevo al final de 1860 y desde 1860 sirvió en Trieste como comandante de tropa costera. En agosto de 1862 se convirtió en comandante del II Cuerpo y comandante general para la Baja y Alta Austria, Salzburgo y Estiria en Viena. En la guerra austro-prusiana en Bohemia, lideró su cuerpo a las órdenes del Feldzeugmeister Ludwig Benedek, que se vio envuelto en duras luchas en el Swiepwald contra Prusia. El propio Hohenstein fue ligeramente herido en la batalla de Königgrätz. Después estuvo de nuevo disponible pero finalmente se retiró en 1867 con el rango de Feldzeugmeister.
Karl von Thun und Hohenstein recibió la Orden imperial de la Corona de Hierro, III Clase en 1848 y en 1867 de 1.ª clase. En 1849 se convirtió en Caballero de la Orden imperial de Leopoldo. En 1857, pasó a ser propietario del Regimiento de Infantería n.º 29, y en 1859 miembro del Consejo Privado.
Karl murió el 16 de enero de 1876 en Trieste a la edad de 72 años.
Había estado casado con Johanna, de soltera Freiin von Koller (1809-1891), desde el 7 de marzo de 1833. El matrimonio no tuvo hijos.